# Comuna Novohrîhorivka, Nîjnohirskîi
Novohrîhorivka (în ucraineană Новогригорівка) este o comună în raionul Nîjnohirskîi, Republica Autonomă Crimeea, Ucraina, formată din satele Korinne, Novohrîhorivka (reședința) și Vladîslavivka.

## Demografie
Componența lingvistică a comunei Novohrîhorivka
     Rusă (76,61%)
     Tătară crimeeană (11,42%)
     Ucraineană (10,23%)
     Alte limbi (0,21%)
Conform recensământului din 2001, majoritatea populației comunei Novohrîhorivka era vorbitoare de rusă (76,61%), existând în minoritate și vorbitori de tătară crimeeană (11,42%) și ucraineană (10,23%).